# Guillaume Ier de Lamoignon
Pour les articles homonymes, voir Guillaume Ier.
Pour les autres membres de la famille, voir famille de Lamoignon.
Guillaume Ier de Lamoignon, marquis de Basville, né le 20 octobre 1617 et mort le 10 décembre 1677, est un magistrat français.

## Biographie
Fils de Chrétien de Lamoignon, président à mortier au parlement de Paris, et de Marie des Landes. Il épousa Madeleine Potier (1623-1705), fille de Nicolas IV Potier.
Frondeur pendant la Fronde parlementaire, il se rallia ensuite à la régente. Il fut successivement conseiller au parlement (14 décembre 1635), maître des requêtes (15 décembre 1644), président des États de Bretagne (1655), et premier président du Parlement de Paris, poste qu'il reçut de Mazarin pour succéder à Pomponne de Bellièvre, le 2 octobre 1658, et qu'il tint jusqu'à sa mort. Louis XIV, en lui apprenant sa nomination, lui dit : « Si j'avais connu un plus homme de bien, un plus digne sujet, je l'aurais choisi. »
Lamoignon ne voulut pas présider la commission qui devait juger le surintendant Fouquet, avec lequel il avait été lié d'amitié, mais avec lequel, depuis, il était pourtant brouillé.
Lors de l'Affaire des poisons, alors que la rumeur veut que la marquise de Brinvilliers, principale accusée, soit une sainte, Edmond Pirot, théologien, fut désigné par lui pour la confesser.
Il créa sui generis l'Académie Lamoignon et pencha du côté des Anciens. Il fit disparaître l'épreuve du congrès (obligation dans les procès en nullité du mariage, de prouver l'impuissance du mari par une démonstration publique).
On a de lui un ouvrage connu sous le titre d'Arrêtés de Lamoignon (publié en 1702) où il ébauche un vaste plan qu'il avait conçu pour la réforme de la législation. Membre de la Compagnie du Saint-Sacrement, il fut l'ami et le protecteur des gens de lettres : il était surtout lié avec Boileau, et c'est à sa demande que ce poète composa le Lutrin.
Il a donné son nom à la cour Lamoignon, disparue lors de la reconstruction du palais de justice de Paris et à l'hôtel de la rue Pavée, occupé aujourd'hui par la Bibliothèque historique de la ville de Paris et dont il est locataire dès 1658 puis en deviendra propriétaire.

## Descendance
1. Chrétien-François Ier de Lamoignon, qui épouse Marie-Jeanne Voisin
2. Nicolas de Lamoignon de Basville

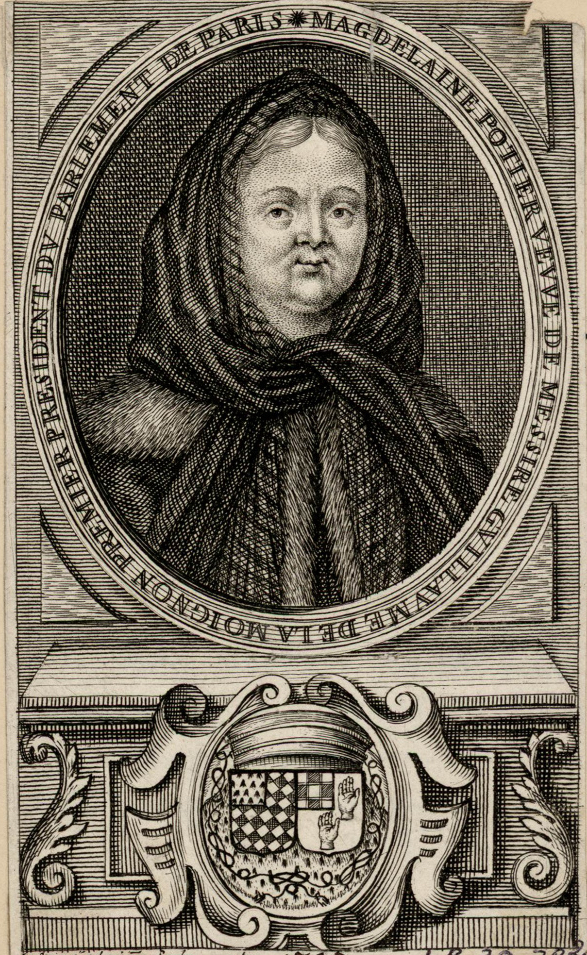
Madeleine Potier (morte en 1705).

3. Marie de Lamoignon (1645-1733), qui épouse Victor-Maurice de Broglie, maréchal de France en 1724: ils sont les parents de Charles-Maurice de Broglie (1682-1766), dit l'abbé de Broglie
4. Anne-Madeleine de Lamoignon (1649-1671), femme en 1667 d'Achille III de Harlay de Beaumont (1639-1712)

## Vu par ses contemporains
Il semblait fort aimé, comme témoigne cette lettre du comte de Bussy, dans une lettre du 12 décembre 1677, écrit au père Rapin après la mort du marquis : « où trouverons-nous jamais un ami qui ait l’esprit et le cœur fait comme M. le premier président de Lamoignon ? [...] Enfin, il jouissait d’une grande fortune qu’il devait à sa vertu, ce qui est bien rare. » Ce même père Rapin répondit qu'il était de l'avis qu'« il n’y eut jamais une plus belle âme jointe à un plus bel esprit. [...] [Q]ue le peuple l’a pleuré et chacun s’est plaint de sa mort comme de la perte d’un ami ou de celle d’un bienfaiteur. »

## Iconographie
Le musée Carnavalet conserve un pastel de Robert Nanteuil représentant Guillaume de Lamoignon en robe de président.

## Sources
- Les papiers personnels de la famille Lamoignon sont conservés aux Archives nationales dans le fonds du château de Malesherbes sous la cote 399AP[2].